# Williams FW24
La Williams FW24 è una vettura di Formula 1, con cui la scuderia britannica affronta il campionato 2002.

## Livrea e Sponsor
La vettura mantiene pressoché gli stessi colori e sponsor della sua antenata, eccezion fatta per l'avvcendamernto fra Compaq e HP, a causa della fusione tra le due compagnie, e per Nortel che scompare dalla vettura, facendo posto alla compagnia di spedizioni FedEx.

## Stagione
Vengono confermati i piloti della stagione precedente, Ralf Schumacher e Juan Pablo Montoya.
La vettura è molto competitiva, ma a causa dello strapotere della Ferrari ottiene solo una vittoria con Ralf Schumacher in Malesia, ma ben sette pole position con Montoya. La stagione si conclude al 2º posto nel campionato costruttori superando la McLaren, molto in crisi di affidabilità.

## Risultati completi in Formula 1
| Anno | Team        | Motore          | Gomme | Piloti        |     |   |   |   |    |   |     |     |     |   |   |   |    |   |     |    |    | Punti | Pos. |
| ---- | ----------- | --------------- | ----- | ------------- | --- | - | - | - | -- | - | --- | --- | --- | - | - | - | -- | - | --- | -- | -- | ----- | ---- |
| 2002 | Williams F1 | BMW P82 3.0 V10 | M     | R. Schumacher | Rit | 1 | 2 | 3 | 11 | 4 | 3   | 7   | 4   | 8 | 5 | 3 | 3  | 5 | Rit | 16 | 11 | 92    | 2º   |
| 2002 | Williams F1 | BMW P82 3.0 V10 | M     | Montoya       | 2   | 2 | 5 | 4 | 2  | 3 | Rit | Rit | Rit | 3 | 4 | 2 | 11 | 3 | Rit | 4  | 4  | 92    | 2º   |

| Legenda | 1º posto     | 2º posto | 3º posto    | A punti         | Senza punti/Non class.  | Grassetto – Pole position Corsivo – Giro più veloce |
| Legenda | Squalificato | Ritirato | Non partito | Non qualificato | Solo prove/Terzo pilota | Grassetto – Pole position Corsivo – Giro più veloce |

(*) Indica quei piloti che non terminano la gara ma sono ugualmente classificati avendo coperto, come previsto dal regolamento, almeno il 90% della distanza di gara.